# Banco del Azuay
El Banco del Azuay fue el primer banco existente en la ciudad de Cuenca, Ecuador. Fue fundado en 1913 y que quebró en 1999.

## Historia
En julio de 1912, un eminente empresario cuencano, Don Federico Malo Andrade, juntó a importantes ciudadanos cuencanos como Roberto Crespo Toral, Alberto Muñoz Vernaza, Rafael María Arízaga, Hortensia Mata de Ordóñez, Octavio Vega Garrido, Remigio Crespo Toral, Benigno Polo, entre otros, para reunir el capital y fundar el primer banco en la ciudad de Cuenca.Uno de sus primeros empleados fue Don Aureliano Vázquez Flores y se mantuvo como empleado del banco desde su fundación hasta 1971. 
De esa manera se creó la Junta Promotora del Banco del Azuay, cuyos miembros se decidieron reunir el capital de cuatrocientos mil sucres, enorme cifra de dinero para aquella época. Gran parte de esa suma fue adquirida por parte de la millonaria dama, Hortensia Mata de Ordóñez.
El 15 de enero de 1913, se firmó el acta de constitución del Banco del Azuay en los salones de la Municipalidad de Cuenca. Para la fundación se inscribió que existían 76 accionistas.
El 7 de noviembre de 1913, el Banco del Azuay abrió su sucursal al público, y designándose como Presidente del Banco a Federico Malo, Vicepresidente a Alberto Muñoz Vernaza, Gerente a Roberto Crespo Toral, Segundo Gerente a Octavio Vega Garrido, etc.
Desde 1913 hasta 1929, el Banco funcionó en la dirección 9-08 calle Bolívar y Presidente Borrero de Cuenca. En 1914, el banco publicó billetes de 1,2,5,10 sucres.
El Directorio del Banco decidió, a comienzos de los años veinte, contratar al arquitecto quiteño Luis Felipe Donoso Barba, para que este construya un nuevo edificio en el cual funcionaría el Banco del Azuay. Este edificio se inauguró el 24 de mayo de 1929, y en noviembre del mismo año se trasladaron.
Fue el único banco en Cuenca hasta 1935, año en el cual llegó la entidad bancaria "La Previsora".
El Banco del Azuay fue un banco que funcionó por 86 años, hasta que cayó en la Crisis económica en Ecuador de 1998-1999 que lo llevó a la quiebra, y que se cerró en 1999.
- Datos: Q5718180